# جون إي. بيكيت
جون أنتوني بيكيت (بالإنجليزية: John A. Pickett)‏ (من مواليد 21 أبريل 1945) هو كيميائي بريطاني معروف بعمله في الفيرومونات الحشرية.